# Liste der denkmalgeschützten Objekte in Itter (Tirol)
Die Liste der denkmalgeschützten Objekte in Itter enthält die 9 denkmalgeschützten, unbeweglichen Objekte der Gemeinde Itter im Bezirk Kitzbühel (Tirol).

## Denkmäler
| Foto |                 | Denkmal                                                                                       | Standort                            | Beschreibung | Metadaten |
| ---- | --------------- | --------------------------------------------------------------------------------------------- | ----------------------------------- | --- | --- |
| BW   | Datei hochladen | Einhof Länger HERIS-ID: 92815 Objekt-ID: 107782 TKK: 9288seit 2012                            | Bruggberg 2 Standort KG: Itter      | Der zweigeschoßige Einhof ist sehr gut erhalten. Das Mittelflurhaus ist quergeteilt (Wohnteil vorne, Wirtschaftsteil hinten), und wurde laut Firstpfette 1802 errichtet, Dach und Erdgeschoßfenster wurden im 20. Jahrhundert erneuert. Der vordere Wohnteil ist auf einem gemauerten Fundament durchgehend in Kantblockbauweise mit Kopfstrickverband gezimmert, die Zwischenwände sind mit Malschrot verbunden. Im Erdgeschoß gibt es einen Söller über die volle Fassadenbreite, über dessen mittige Freitreppe der Eingang erreicht wird, im Obergeschoß dreiseitig umlaufender Söller, darüber noch ein Giebelsöller über die volle Fassadenbreite. Das flache Satteldach hat ein Giebelkreuz und einen Glockenturm. Der hintere Wirtschaftstrakt besteht aus einem Stall im Erdgeschoß, der in Kantblockbauweise mit Kopfstrickverband gezimmert ist, und einer Heulege im Obergeschoß mit vorkragender Bretterummantelung. | BDA-Hist.: Q37760690 Status: Bescheid Stand der BDA-Liste: 2025-06-30 Name: Einhof Länger GstNr.: .145                                                                  |
| ja   | Datei hochladen | Friedhof samt Totenkapelle/Kriegerdenkmal HERIS-ID: 92868 Objekt-ID: 107837 TKK: 56843, 56842 | bei Dorfplatz 1 Standort KG: Itter  | 1761 wurde der erste Friedhof an der späteren Stelle des Pfarrgartens westlich der Kirche geweiht, 1774 wurde er aufgelassen und rund um die Kirche neu angelegt. Der Friedhof ist von einer Mauer mit flachem Pultdach umgeben. Die barocken, gemauerten und verputzen Torpfeiler im Süden, Osten und Westen sind durch geschmiegte Zeltdächer schindelgedeckt, die Gittertore stammen vermutlich aus der zweiten Hälfte des 20. Jahrhunderts. Die in die Friedhofsmauer eingebundene, 1803 erbaute Kapelle wurde 1985 nach Plänen von Peter Schuh zur Aufbahrungshalle umgestaltet. | BDA-Hist.: Q37760757 Status: § 2a Stand der BDA-Liste: 2025-06-30 Name: Friedhof samt Totenkapelle/Kriegerdenkmal GstNr.: .127/2                                        |
| ja   | Datei hochladen | Gemeindeamt, ehem. Krämerhaus HERIS-ID: 39694 Objekt-ID: 39467 TKK: 9276                      | Dorfplatz 1 Standort KG: Itter      | | BDA-Hist.: Q37990604 Status: § 2a Stand der BDA-Liste: 2025-06-30 Name: Gemeindeamt, ehem. Krämerhaus GstNr.: .128 Gemeindeamt Itter                                    |
| ja   | Datei hochladen | Kath. Pfarrkirche hl. Josef HERIS-ID: 39695 Objekt-ID: 39468 TKK: 9293                        | bei Dorfplatz 2 Standort KG: Itter  | → Hauptartikel : Pfarrkirche Itter (Tirol) f1 | BDA-Hist.: Q22261876 Status: § 2a Stand der BDA-Liste: 2025-06-30 Name: Kath. Pfarrkirche hl. Josef GstNr.: .127/1 Saint Joseph Church (Itter, Tyrol)                   |
| ja   | Datei hochladen | Volksschule Itter mit Wandmalerei HERIS-ID: 92854 Objekt-ID: 107823 TKK: 56839                | Dorfplatz 3 Standort KG: Itter      | Der dreigeschoßige Schulbau wurde um 1950 errichtet, 1997 renoviert und mit sichtbar rosafarbigem und blauem Dämmmaterial versehen. Die Schule hat einen hakenförmigen Grundriss, darüber ein Satteldach, das dritte Obergeschoß ist mit Brettern verschalt. Das rundbogige Hauptportal mit steinerner Laibung befindet sich an der Nordwestseite, daneben die Wandmalerei „Bauernaufstand“ von Eduard Tenschert aus dem Jahre 1953 (inschriftlich). | BDA-Hist.: Q37760736 Status: § 2a Stand der BDA-Liste: 2025-06-30 Name: Volksschule Itter mit Wandmalerei GstNr.: 626/4                                                 |
| ja   | Datei hochladen | Kruzifix HERIS-ID: 92822 Objekt-ID: 107789 TKK: 9269                                          | bei Ed 2 Standort KG: Itter         | Das große Wegkreuz mit Bretterkasten stammt aus dem 19. Jahrhundert. Es hat einen gefassten Corpus mit drei Strahlenbündeln am bärtigen Haupt und einem weißen Lendentuch über doppeltem Hüftstrick, darüber ein zweizeiliger Titulus. | BDA-Hist.: Q37760699 Status: § 2a Stand der BDA-Liste: 2025-06-30 Name: Kruzifix GstNr.: 987/2                                                                          |
| BW   | Datei hochladen | Hofkapelle hl. Antonius, Oberlaiming HERIS-ID: 45194 Objekt-ID: 46112 TKK: 9246               | bei Salvenberg 9 Standort KG: Itter | Die gemauerte, einjochige Kapelle mit rundem Chorschluss und geschwungenem, über Chor abgewalmten Satteldach wurde um 1900 errichtet. Sie hat an der Stirnseite eine rechteckige Türe, darüber im Giebelfeld ein Lünettenfenster. An den Traufseiten befindet sich je ein kleines quadratisches Fenster in segmentbogiger Laibung. Der Innenraum ist mit einem, vom einfachen Vorhangbogen ausgehenden Gewölbe versehen. An den Wänden einfache Schablonenmalerei, im Gewölbe gemalter Sternenhimmel. | BDA-Hist.: Q38014105 Status: Bescheid Stand der BDA-Liste: 2025-06-30 Name: Hofkapelle hl. Antonius, Oberlaiming GstNr.: 531/3                                          |
| ja   | Datei hochladen | Burg Itter HERIS-ID: 39693 Objekt-ID: 39466 TKK: 9294                                         | Schlossweg 1 Standort KG: Itter     | Neugotischer Prunkbau der Belle Époque auf den Grundfesten einer mittelalterlichen Burg. Heute Privatbesitz. | BDA-Hist.: Q2968289 Status: Bescheid Stand der BDA-Liste: 2025-06-30 Name: Burg Itter GstNr.: 957/2, 797/1, 797/2, 795/2, 796, 794/2, 800, 801, .119, .121 Itter Castle |
| ja   | Datei hochladen | Widum HERIS-ID: 55612 Objekt-ID: 64340 TKK: 56850                                             | Schlossweg 3 Standort KG: Itter     | | BDA-Hist.: Q38066633 Status: § 2a Stand der BDA-Liste: 2025-06-30 Name: Widum GstNr.: 803/4                                                                             |